# Vossloh G 2000 BB
La locomotive Vossloh G 2000 BB est une locomotive diesel-hydraulique allemande de Vossloh Locomotives GmbH construite depuis 2000. Elle fait partie de la Série 500, de même que les G 1000 et G 1206. Elle développe une puissance maximale de 2 240 à 2 700 kW selon la motorisation et atteint une vitesse maximale de 120 km/h à 140 km/h.
Elle est autorisée à circuler en Allemagne, Belgique, Italie et en France.
Le freinage n'utilise pas le classique système avec des sabots enserrant les roues. Les freins sont à disques, ceux-ci sont fixés de part et d'autre de chacune des roues motrices.
Ces machines étaient ou sont utilisées par Fret SNCF, ECR, Colas Rail, Régiorail, ETMF, Ferrotract et RDT13. Colas Rail s'en servait par exemple entre l'IDF et l'usine PSA de St Jacques de la Lande (près de Rennes) jusqu'en fin décembre 2015.

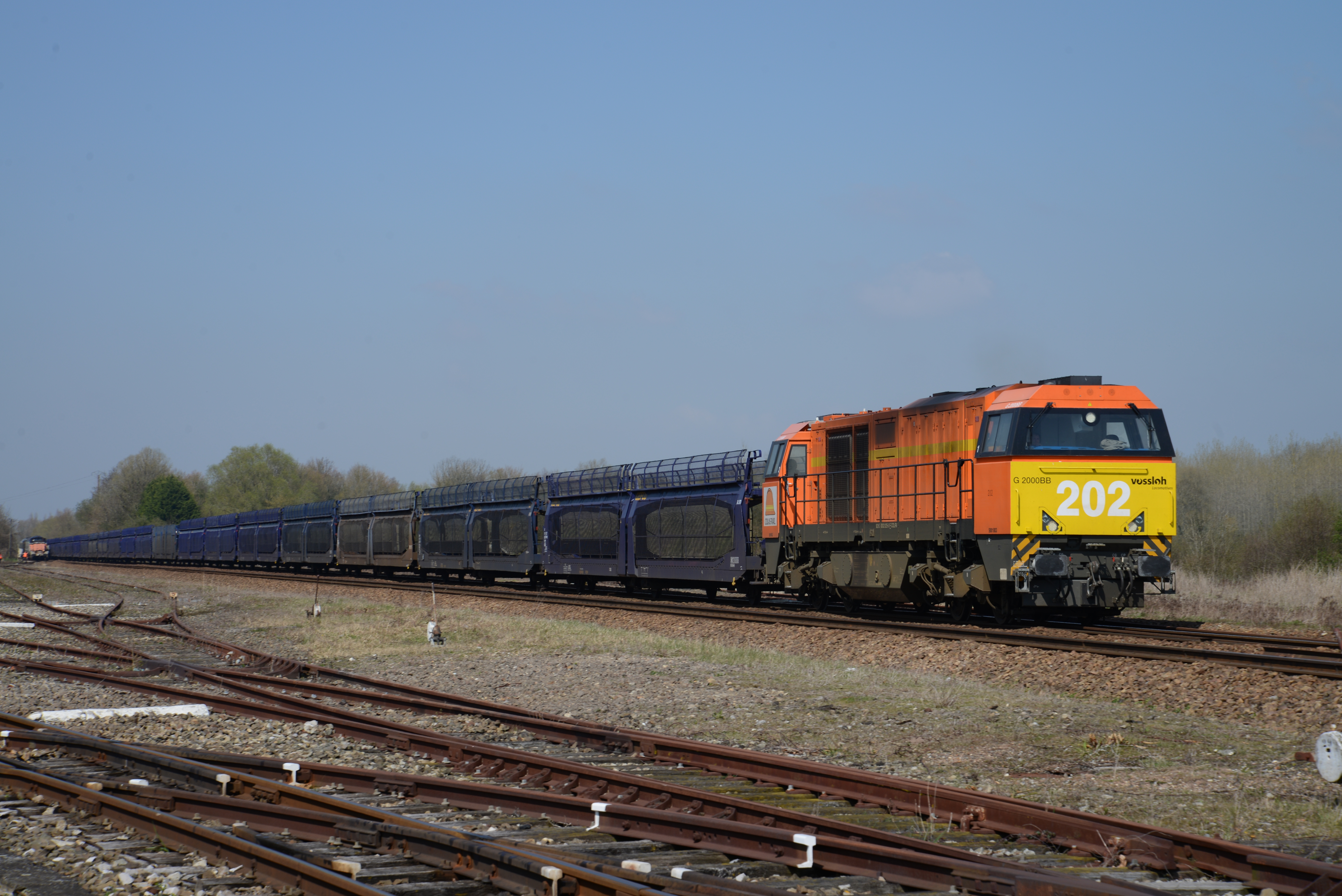
Passage de la G 2000 BB 202 de Colas-Rail à Noyelle-Sur-Mer

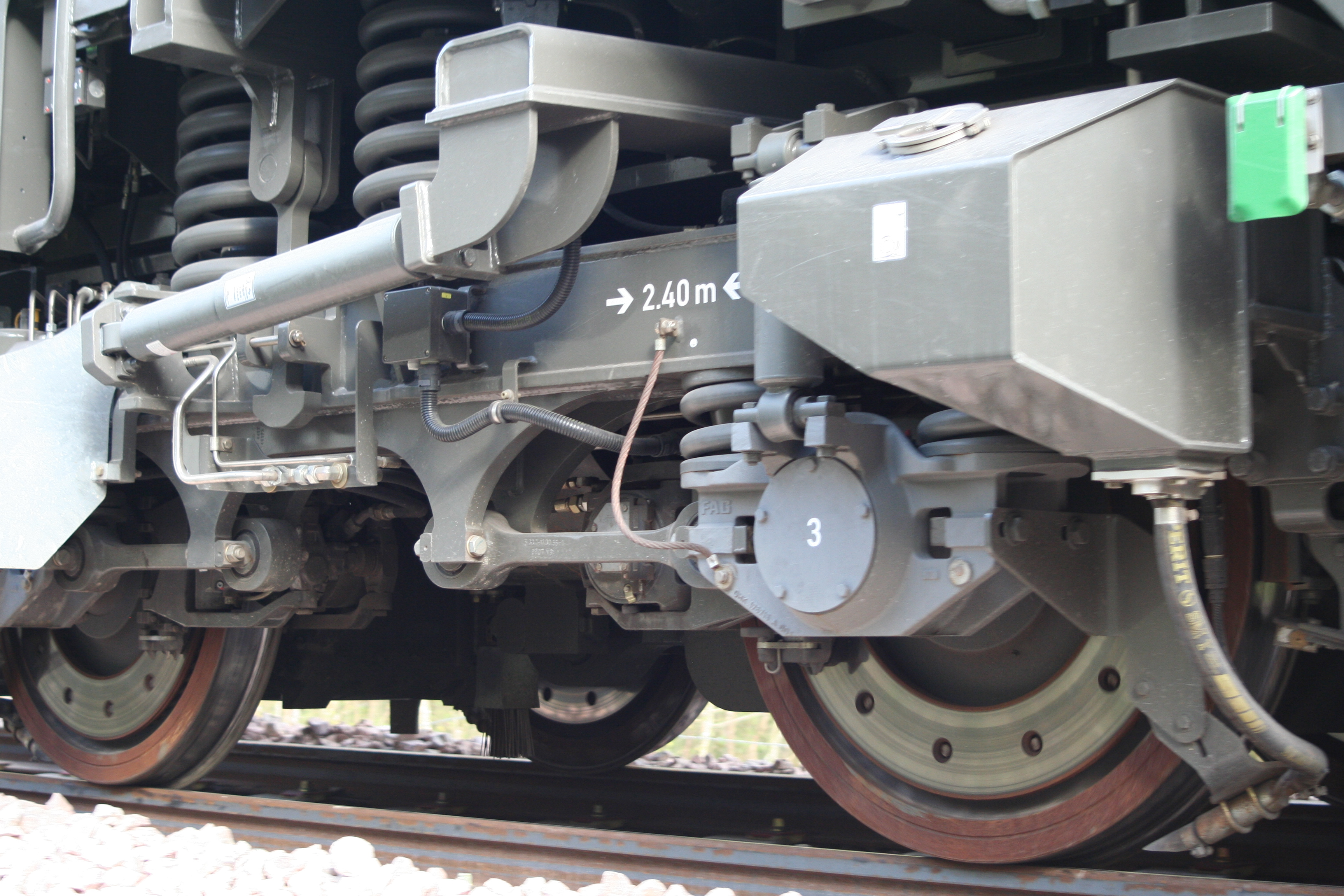
Gros plan sur les disques de frein